# It's What You Value
«It's What You Value» es una canción del músico británico George Harrison, publicada en el álbum de estudio Thirty Three & 1/3 (1976). La canción fue también publicada como cuarto sencillo promocional del álbum exclusivamente en el Reino Unido, con la canción «Woman Don't You Cry for Me» como cara B. Al igual que «True Love», no entró en ninguna lista de sencillos más vendidos.

## Personal
- George Harrison: voz y guitarra
- Willie Weeks: bajo
- Alvin Taylor: batería
- Gary Wright: teclados
- Richard Tee: piano, órgano y piano Rhodes